# U-Bahnhof Großhadern
Der U-Bahnhof Großhadern ist ein Bahnhof der Münchner U-Bahn.
Der Bahnhof wurde am 22. Mai 1993 eröffnet und ist nach dem gleichnamigen Stadtteil Großhadern benannt. Wie im U-Bahnhof Klinikum Großhadern bestehen die Hintergleiswände aus Fliesen, die eine Berglandschaft zeigen. Die Säulen sind mit gelben Fliesen verkleidet. Über dem mit Granitplatten ausgelegten Bahnsteig ist eine Reflektorkonstruktion angebracht, die aus Aluminium-Lamellen besteht und zu den Lampen zwischen den Säulen ausgerichtet ist. Um die Aufzüge im Sperrengeschoss ist ebenfalls ein Lichtband angebracht. Über Roll- und Festtreppen ist am Südende ein Sperrengeschoss zu erreichen und von dort aus die Sauerbruchstraße. Am Nordende führen ebenfalls Roll- und Festtreppen sowie ein Lift in ein Sperrengeschoss und weiter zur Kreuzung Sauerbruch/Würmtalstraße.
| Linie | Linienverlauf |
| ----- | --- |
| U6    | Garching-Forschungszentrum – (2560 m) – Garching – (1827 m) – Garching-Hochbrück – (4208 m) – Fröttmaning – (830 m) – Kieferngarten – (1431 m) – Freimann – (1087 m) – Studentenstadt – (660 m) – Alte Heide – (740 m) – Nordfriedhof – (813 m) – Dietlindenstraße – (712 m) – Münchner Freiheit – (579 m) – Giselastraße – (744 m) – Universität – (788 m) – Odeonsplatz – (640 m) – Marienplatz – (884 m) – Sendlinger Tor – (843 m) – Goetheplatz – (677 m) – Poccistraße – (624 m) – Implerstraße – (1236 m) – Harras – (837 m) – Partnachplatz – (760 m) – Westpark – (1084 m) – Holzapfelkreuth – (1050 m) – Haderner Stern – (1097 m) – Großhadern – (731 m) – Klinikum Großhadern |